# Elsa Brändström
Pour les articles homonymes, voir Brändström.
Elsa Brändström née à Saint-Pétersbourg, le 26 mars 1888 et morte à Cambridge (Massachusetts), le 4 mars 1948,, est une infirmière et philanthrope suédoise. Son dévouement auprès des soldats et prisonniers de guerre en Sibérie durant la Première Guerre mondiale lui valurent le surnom d' «Ange de Sibérie».

## Biographie
Elsa Brändström est née à Saint-Pétersbourg, au sein de l'Empire Russe. Elle est la fille de l'attaché militaire à l'ambassade de Suède, Edvard Brändström (1850-1921) et de son épouse Anna Wilhelmina Eschelsson (1855-1913). Elsa a passe son enfance à Linköping en Suède. De 1906 à 1908, elle étudie à l'Anna Sandström Teachers Training College (Anna Sandströms högre lärarinneseminarium) à Stockholm mais retourne à Saint-Pétersbourg en 1908.

### Première Guerre Mondiale
En 1914, elle s'engage auprès de la Croix-Rouge comme infirmière et travaille en Russie auprès des prisonniers de la Première Guerre mondiale. Par son dévouement dans les hôpitaux de Sibérie elle gagne le surnom d'« Ange de Sibérie ». En 1916 elle est rejointe en Russie par son amie suédoise Elsa Björkman-Goldschmidt.
Elle écrit un récit de ses cinq années à s'occuper des prisonniers en Russie dans Unter Kriegsgefangenen in Russland und Sibirien (traduit en français sous le titre « Parmi les prisonniers de guerre en Sibérie et en Russie »),.
Son amie Elsa Björkman-Goldschmidt lui consacrera un livre : Elsa Brändström : l'ange de Sibérie paru en 1932 .

### Entre-deux-guerres

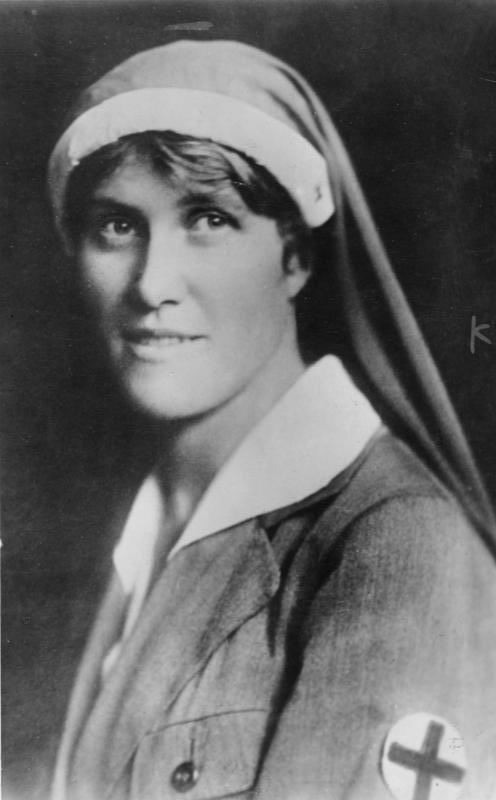
Elsa Brandström en tenue d'infirmière, 1929.

Dans les années 1920, elle fonda en Allemagne une maison de repos et de réinsertion pour les prisonniers de retour au pays, puis une maison d’accueil pour les orphelins de guerre.
En 1923, elle entreprit une tournée de six mois aux États-Unis, donnant des conférences pour collecter des fonds pour les enfants de prisonniers de guerre allemands et autrichiens décédés. Lors de son voyage, elle reussit a collecté 100 000 dollars américains et se rendant dans 65 villes. Lors d'un arrêt au Gustavus Adolphus College (en) de St. Peter, Minnesota , Brändström en vêtements de la Croix-Rouge suédoise donne une conférence pour relater « ses expériences passionnantes en Russie et en Sibérie pendant et après la guerre ».
Elle s’exila ensuite aux États-Unis en 1934 pour fuir l’Allemagne du Troisième Reich.

### Seconde Guerre Mondiale
À la fin de la Seconde Guerre mondiale, Brändström participe activement via CARE International (Co-operative for American Relief in Europe) à des collectes des fonds pour venir en aide à la population allemande, notamment les femmes et les enfants dans le besoin et les sans-abris .

### Mort
Elsa Brändström meurt en 1948 d'un cancer des os à Cambridge, Massachusetts à l'âge de 59 ans.

## Hommages
En raison de son engagement envers les prisonniers de guerre, Elsa Brändström est devenue célèbre en tant que « sainte patronne » des soldats. En Allemagne et en Autriche, de nombreuses rues, écoles et institutions portent son nom.

Parmi les nombreuses médailles, récompenses et distinctions, reçu par Brändström on compte : l'insigne d'argent de l'Empire allemand (en allemand : Silberplakette des Deutschen Reiches) et l'ordre des Séraphins  (en suédois : Serafimermedaljen). Elsa Brändström a également été nommée cinq fois pour le prix Nobel de la paix : en 1922, deux fois en 1923, 1928 et 1929.

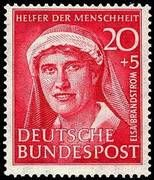
Elsa Brändström représentée sur un timbre-poste allemand émis en 1951